# Rhipsalis floccosa subsp. pittieri
A Rhipsalis floccosa subsp. pittieri egy epifita kaktusz, az alapfajához képest északabbra, Venezuelában fordul elő.

## Jellemzői
Gracilis, gazdagon elágazó növény, ágai 5–6 mm átmérőjűek, sárgászöldek, szétterülők. Virágai zöldessárgák, 5–6 mm szélesek. Pericarpiuma a szárba mélyedő, fehér szőrökkel körülvett. Fehér bogyótermései nagyon lassan érnek be. Magjai feketék.

## Elterjedése
Venezuela: Yaracuy, Carabobo, Aragna, Districto Federal, Miranda államok. Epifitikus 1500 m tengerszint feletti magasságig.

## Rokonsági viszonyai
Megjelenésében igen hasonlít a Rhipsalis baccifera fajhoz, talán ennek is tudható be, hogy elterjedését alábecsülték. A ssp. floccosa alfajtól vékonyabb hajtásai és kisebb virágai különítik el.